# Кіфісія
Кіфісія́ (грец. Κηφισιά), давньогрецька/кафаревуса Кіфіссія (Κηφισσιά) — місто в Греції, в номі Афіни. З Афінами Кіфісію сполучає проспект Кіфіссіас, який простягається від центра Афін до проспекту Тесея в іншому передмісті Неа-Еритрея. 1957 року в Кіфісії відкрита термінальна станція ІСАП, Афінського метрополітену, — «Кіфісія».

## Географія
На захід від Кіфісії протікає річці Кефісс, від якої походить сама назва Кіфісія. Частина площі муніципалітету розташована в межах гори Пентелікон, решту території традиційно поділяють на райони Кефалларі, Політія (на півночі) та Неа-Кіфісія (на півдні).

## Населення
| Рік  | Населення | Приріст | Густота, осіб/км² |
| ---- | --------- | ------- | ----------------- |
| 1981 | 31 876    |         | 1 275             |
| 1991 | 39 166    | +22,87% | 1 510             |
| 2001 | 43 929    | +10,84% | 1 694             |

## Історія
Деякий час у віллі в Кіфісії жив прем'єр-міністр Греції Іоанніс Метаксас. 28 жовтня 1940 року саме сюди італійський посол особисто доставив телеграму від італійського диктатора Муссоліні із ультимативною вимогою надати військам Осі плацдарм на території Греції. На цю вимогу Іоанніс Метаксас відповів триразовим Ні ('Οχι). Починаючи з 1942 року Греція 28 жовтня урочисто святкує День Охі.

### Сучасність
Кіфісія — фешенебельне передмістя Афін, тут традиційно оселялися найвпливовіші політичні, підприємницькі династії Греції. Також вона славиться як рекреаційний курорт із санаторіями, пристосованими для лікування людей різного віку, а також багатьма доступними формами розваг і дозвілля.
В Кіфісії базуються штаб-квартири Aegean Airlines, Eurobank EFG та Eltrak